# 757

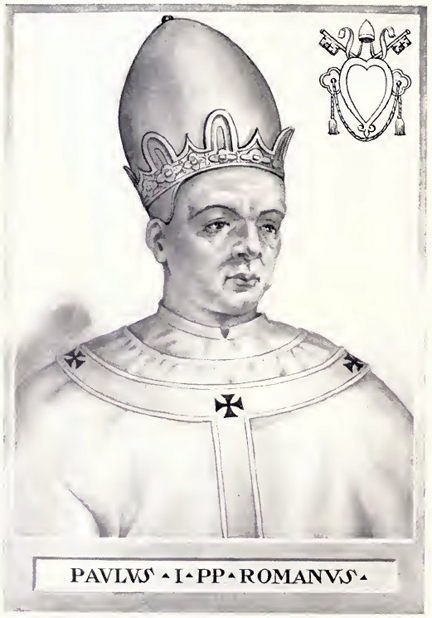
Paus Paulus I (757-767)

Het jaar 757 is het 57e jaar in de 8e eeuw volgens de christelijke jaartelling.

## Gebeurtenissen

### Brittannië
- Koning Æthelbald van Mercia wordt in Seckington (huidige Midlands) mogelijk vanwege een vete door zijn eigen lijfwacht vermoord. Hij wordt opgevolgd door Offa, een ver familielid van Æthelbald. Tijdens zijn bewind herstelt Offa de hegemonie over de Angelsaksische koninkrijken Kent en Wessex.
- Koning Sigebert van Wessex wordt beschuldigd van onjuist handelen. Hij wordt na een opstand door een raad van edelen afgezet en krijgt de heerschappij over Hampshire. Daar wordt Sigebert wederom beschuldigd van moord en verbannen. Cynewulf wordt geïnstalleerd als heerser van Wessex.

### Europa
- Tassilo III, hertog van Beieren, reist naar Compiègne in Picardië om als meerderjarige heerser (hij is slechts 16 jaar oud) de Eed van Trouw aan koning Pepijn III ("de Korte") en zijn zonen Karel en Karloman af te leggen. Hij wordt een vazal van het Frankische Rijk en verplicht om militaire steun te leveren voor de campagne tegen de Saksen.
- Koning Alfons I ("de Katholieke") overlijdt in Cangas (huidige Spanje) na een regeerperiode van 18 jaar. Hij wordt opgevolgd door zijn zoon Fruela I als heerser van Asturië.

### Afrika
- Stichting van de Berberse handelsstad Sijilmasa (huidige Marokko), gelegen in the noordelijke Sahara. De Miknasa, een Zenata Berberstam, adopteren het kharidjisme en vestigen een van de belangrijkste handelsroutes in Noord-Afrika. (waarschijnlijke datum)

### China
- An Lushan, Chinees rebellenleider, blind geworden (ten gevolge van suikerziekte door overgewicht), wordt door zijn eigen zoon vermoord. De Tang-dynastie begint een tegenoffensief tegen de opstandelingen, en herovert met het leger de beide hoofdsteden Luoyang en Chang'an (huidige Xi'an).

## Religie
- 26 april - Paus Stephanus II overlijdt in Rome na een pontificaat van 5 jaar. Hij wordt opgevolgd door zijn broer Paulus I als de 93e paus van de Katholieke Kerk.

## Geboren
- Gisela, Frankisch abdis (overleden 810)

## Overleden
- Æthelbald, koning van Mercia
- Alfons I (64), koning van Asturië
- An Lushan, Chinees rebellenleider
- Baldred van Tyninghame, Angelsaksisch abt
- Sigebert, koning van Wessex
- 26 april - Stephanus II, paus van de Katholieke Kerk